# Maliriket
Maliriket var ett historiskt handelsimperium i Västafrika från ca 1240 till mitten av 1600-talet. Riket grundades av mandetalande folk och nådde sin höjdpunkt under 1300-talet då det nådde från Atlantkusten i väst till Timbuktu i öster. Grundvalen för riket var karavanhandeln som förde bland annat guld och slavar från Maliriket i utbyte mot salt. Timbuktu utvecklades till ett stort religiöst och kulturellt centrum.
Under slutet av 1400-talet erövrades stora delar av Maliriket av Songhai, vilket innebar att Mali förlorade betydelse. Riket fortsatte att existera i begränsad utsträckning fram till mitten av 1600-talet då det annekterades av Marocko.

## Historia
Maliriket utvecklades från Kangabariket nära gränsen mellan nuvarande Mali och Guinea vid övre Nigerfloden, öster om Fouta Djallon. Malinke-folket i Kangaba var mellanhänder i det historiska Ghanarikets guldhandel. Omkring 1235 fick Sundiata Kieta, Malirikets grundare, kontrollen över Kangaba och 1240 erövrade han Kumbi, det forna Ghanarikets huvudstad. Sundiata Kieta gjorde Niani till rikets huvudstad och Niani blev snart ett kommersiellt centrum. Maliriket tog över efter Ghanariket som det ledande västafrikanska riket, baserat på förbättrat jordbruk och kontroll över handel med guld och andra varor genom ett omfattande handelsnätverk över Sahara.
Under Mansa Musas regering som tog sin början 1307 steg Mali till höjden för sin makt. Riket absorberade bland annat handelsstäderna Timbuktu och Gao. Mansa Musa sände ambassadörer till Marocko och Egypten, och efter sin magnifika pilgrimsfärd till Mecka 1324 etablerade hand egyptiska vetenskapsmän i Timbuktu och Gao. Han sände ambassadörer til Marocko, Egypten och till andra håll och när han återvände från en pilgrimsfärd till Mecka (1324) förde han egyptiska forskare till både Timbuktu och Gao.

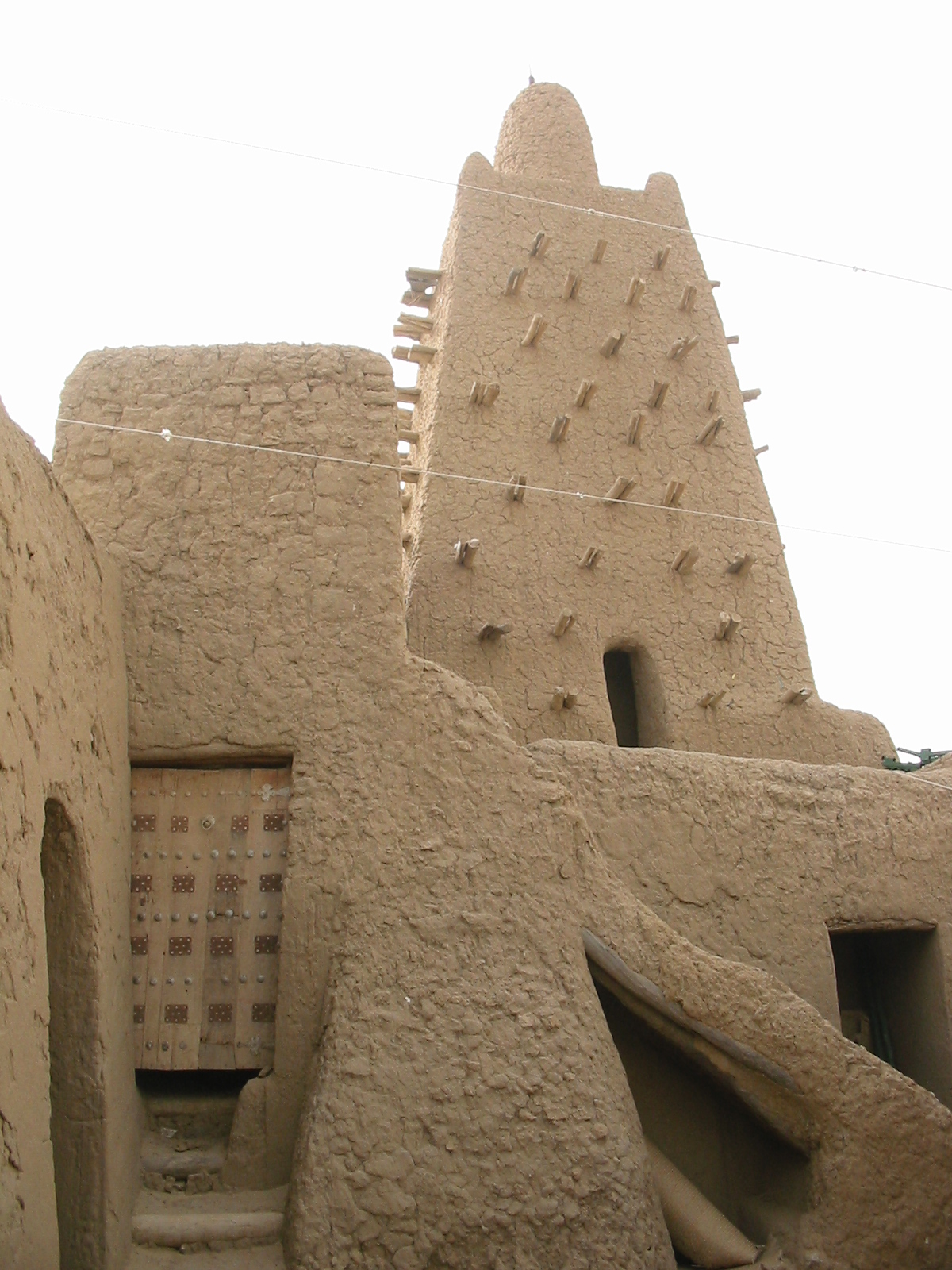
Djingareiber- moskén som uppfördes under Mansa Musas regering
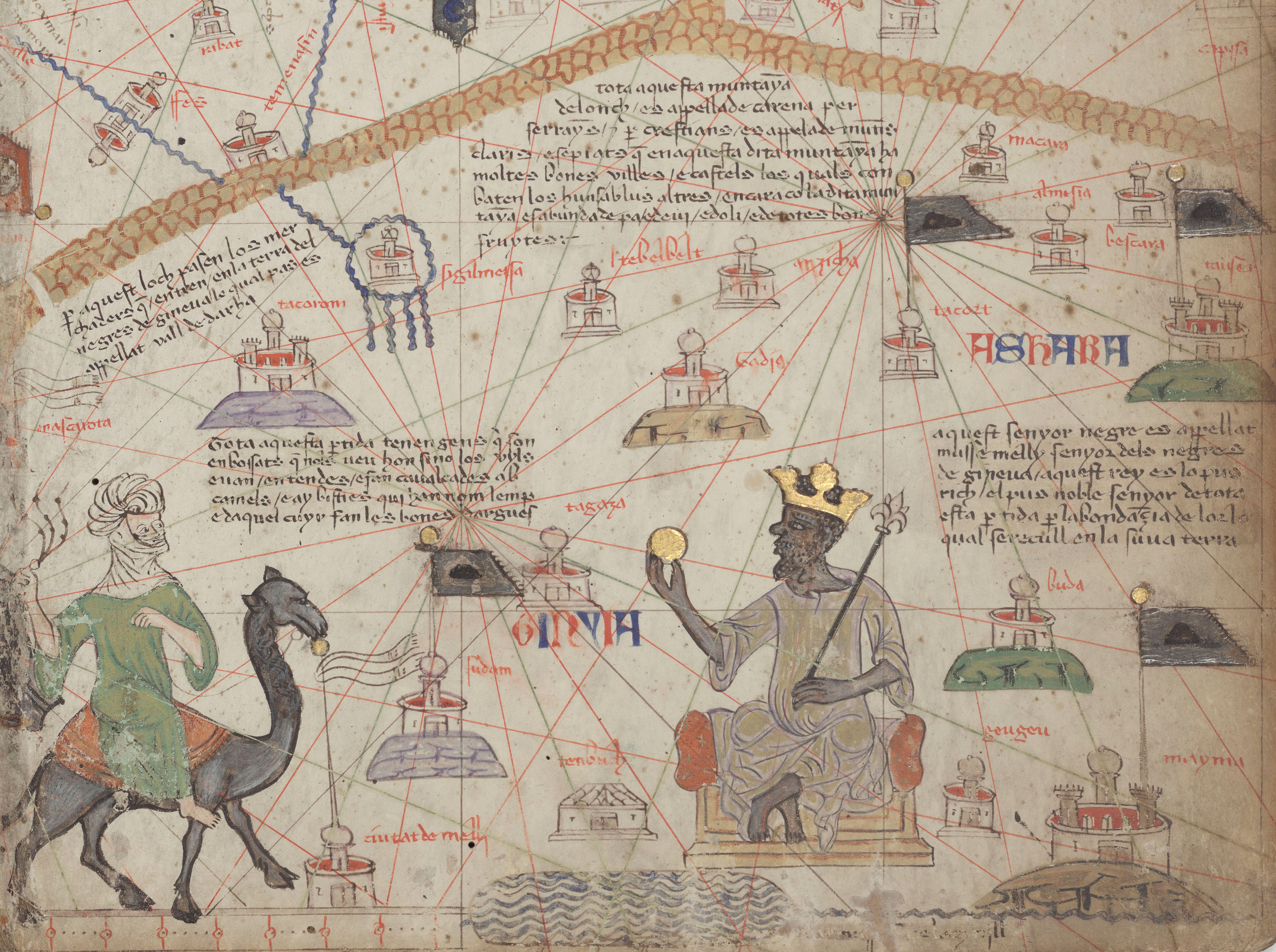
Mansa Musa med en guldklimp i Katalanska världskartan från 1375.

Under 1300-talet var Malirikets handelsmän aktiva i hela västra Afrika, det var ett av världens största länder och var känd för sin rikedom, fredliga förhållanden samt hög utbildningsnivå både i den arabiska världen och i Europa, bland annat genom via Ibn Khaldun och Ibn Battuta.  Med tiden avtog rikets kontroll. Gao gjorde uppror runt 1400 och Tuaregerna Timbuktu 1431. Omkring 1550 hade Mali förlorat sin betydelse.

## Religion
Under Malis storhetstid blev islam den dominerande religionen i statsförvaltningen. Malis kungar samt köpmännen var muslimer, medan huvuddelen av befolkningen behöll sin traditionella religion.

## Ekonomi och handel
Mali hade ett välutvecklat jordbruk. Dessutom hade Mali kontrollen över en omfattande karavanhandel där bland annat guld och slavar sändes norrut och främst salt togs emot.